# Chris Rea
Christopher Anton Rea, de nombre artístico Chris Rea, es un músico británico de ascendencia italo-irlandesa, nacido el 4 de marzo de 1951 en Middlesbrough, Inglaterra. A sus facetas más conocidas de cantautor, guitarrista, compositor y productor musical, se añaden las de pintor, actor y piloto de carreras.
La mayor parte de la carrera musical de Rea se basa en una fusión de pop, rock y blues, con ocasionales elementos orquestales, de soul, góspel, jazz, música electrónica, y música tradicional italiana e irlandesa, dominada por su distintiva voz, grave y rota, y por su característica técnica de guitarra, basada en el uso del slide de cristal, o bottleneck. Desde la década de 2000, tras sobrevivir a una serie de operaciones quirúrgicas de alto riesgo, su música ha ido derivando hacia el estilo Delta blues, su mayor influencia, mezclado con elementos de góspel y jazz.
De su extensa carrera musical son famosos los éxitos Fool (If You Think It's Over), I Can Hear Your Heartbeat, On The Beach, Josephine, Looking For The Summer, Julia, Auberge y The Road To Hell (Part II), entre otros.

## Orígenes
Uno de los siete hijos de Camillo Rea, un inmigrante italiano propietario de una cadena de heladerías, y de la esposa de este, Winifred, de origen irlandés, Chris Rea fue criado en un ambiente de fuerte tradición familiar y religiosa. Su abuelo paterno, también llamado Camillo, murió cuando el Arandora Star, buque en el que navegaba hacia Canadá, fue hundido durante la II Guerra Mundial por el submarino alemán U-47 bajo el mando del teniente Günther Prien. En consecuencia, a Rea le inculcaron desde niño el culto a los ancestros y el gusto por la música popular:

Uno de mis primeros recuerdos musicales son los aniversarios de esa noche. Todos los viejos venían a nuestra casa y nosotros íbamos a las suyas. Había pollo cacciatore para 8.000 personas, y luego sacaban los acordeones y las mandolinas. Y cada persona que estuviera en la sala tendría sus 10 minutos. Mi abuelo volvió atrás para ayudar a un chico, Tony Greco. Y Tony Greco estaba allí esas noches. Para mí, que tenía 4 años o así, era algo tan fuerte que nunca quise jugar en la bañera con barcos de juguete, por si acaso el hundirlos hubiese disgustado a mi padre.

Aunque aficionado a la música desde adolescente, no siente la llamada de la misma hasta una tarde en que, disponiéndose a salir con unos amigos, entra en la habitación de su madre para mirarse en el espejo y escucha un blues de Charley Patton:

Ella tenía una radio-despertador y empezó a sonar aquel tío de antaño, gimiendo y gritando, tocando aquella extraña guitarra. Para mí fue como un rayo.

Atraído por el sonido del slide y las letras del Delta blues, a la relativamente tardía edad de veintiún años, Rea decide aprender a tocar la guitarra especializándose en dicho estilo:

Es menos agresivo que el blues de Chicago y la técnica de guitarra posee un estilo que yo llamo rizado: hay notas que no son ni sostenidos ni bemoles, sino una curva de emoción. Es un sonido de aflicción: la gente del Delta canta sobre el dolor profundo, el miedo profundo, y sobre tratar de salvar el alma.

Por esa época, tras ser expulsado de sus estudios de periodismo después de sufrir un incidente con una profesora, Chris Rea trabaja como dependiente en la heladería de su padre, aunque no de buen grado: debido a la cercanía del negocio familiar al estadio de fútbol, el joven siente demasiado próxima la violencia de los hooligans y calma el miedo perfeccionando su técnica de guitarra encerrado en los altos de la heladería:

Me iba al almacén encima de la cafetería de mi padre, cagado de miedo de bajar las escaleras. Literalmente me escondía allí arriba entre los cucuruchos y las obleas de los helados. Y cuando tocaba la guitarra mi ansiedad se disipaba.

## Carrera

### 1974 - 1982: Inicios - DeWhatever Happened To Benny Santini?aChris Rea
Se me pedía que hiciera cosas, pero nunca tocar música. Me subía en un avión a Los Ángeles, iba por las emisoras de radio, hacía sesiones de fotos, siempre había reuniones... Y yo no sabía lo bastante del negocio como para saber qué es lo que iba mal. [...]Entonces comencé a pensar que este negocio tiene dos caras.
Estuve diciéndole a todo el mundo durante dos años que yo no quería hacer eso.[...] No me llevaba nada bien con Gus Dudgeon en el estudio: el primer álbum costó millones, así que había presión. Nadie iba a dejarlo porque yo era la gallina de los huevos de oro[...]

A principios de la década de 1970, Chris Rea comienza a componer canciones para diversas bandas locales de Middlesbrough hasta que una noche acepta sustituir al vocalista de una de ellas, al no presentarse este y ser Rea el único conocedor de la letra. Dada la circunstancia de que dicha banda (The Beautiful Losers) acababa de ganar el premio al mejor grupo revelación del año concedido por la revista Melody Maker consistente en un contrato con la discográfica EMI, la compañía Magnet Records le ofrece en paralelo a Rea un contrato discográfico para iniciar una carrera musical en solitario que se inaugura en 1974 con So Much Love, una canción de pop-rock publicada en el Reino Unido.
En 1978, ve la luz el primer álbum de Rea titulado Whatever Happened to Benny Santini?, pregunta que hace referencia al nombre artístico que el músico, de forma sarcástica, propuso a los ejecutivos de Magnet, al considerar estos que su verdadero nombre no era comercialmente atractivo. La discográfica pone al frente de las tareas de producción a Gus Dudgeon, encargado también de las carreras de Elton John  y Billy Joel, y quien planea para Rea la misma imagen de baladista al piano --una especie de Elton Joel en palabras del propio Rea--, muy del gusto estadounidense de la época, para promocionar al artista en el Nuevo Continente. A pesar de que el primer sencillo, Fool (If You Think It's Over), goza de gran popularidad en los EE. UU. y en el Reino Unido --en este último país tras la nominación de su autor como artista revelación en los Premios Grammy de 1979--, Rea, desconocedor de las políticas discográficas, se siente profundamente decepcionado con el resultado al entender que se había despojado al álbum de los sonidos más cercanos al blues, dejando solo los tintes pop y los guiños a la Tamla Motown. Empezaba la lucha del inglés por defender su cuota de libertad artística y su vida privada --Rea contrae matrimonio por estas fechas-- frente a las exigencias del negocio discográfico, lo que le hace perder en poco tiempo el mercado estadounidense a excepción, en adelante, de esporádicos y, por lo general, pequeños contratos.

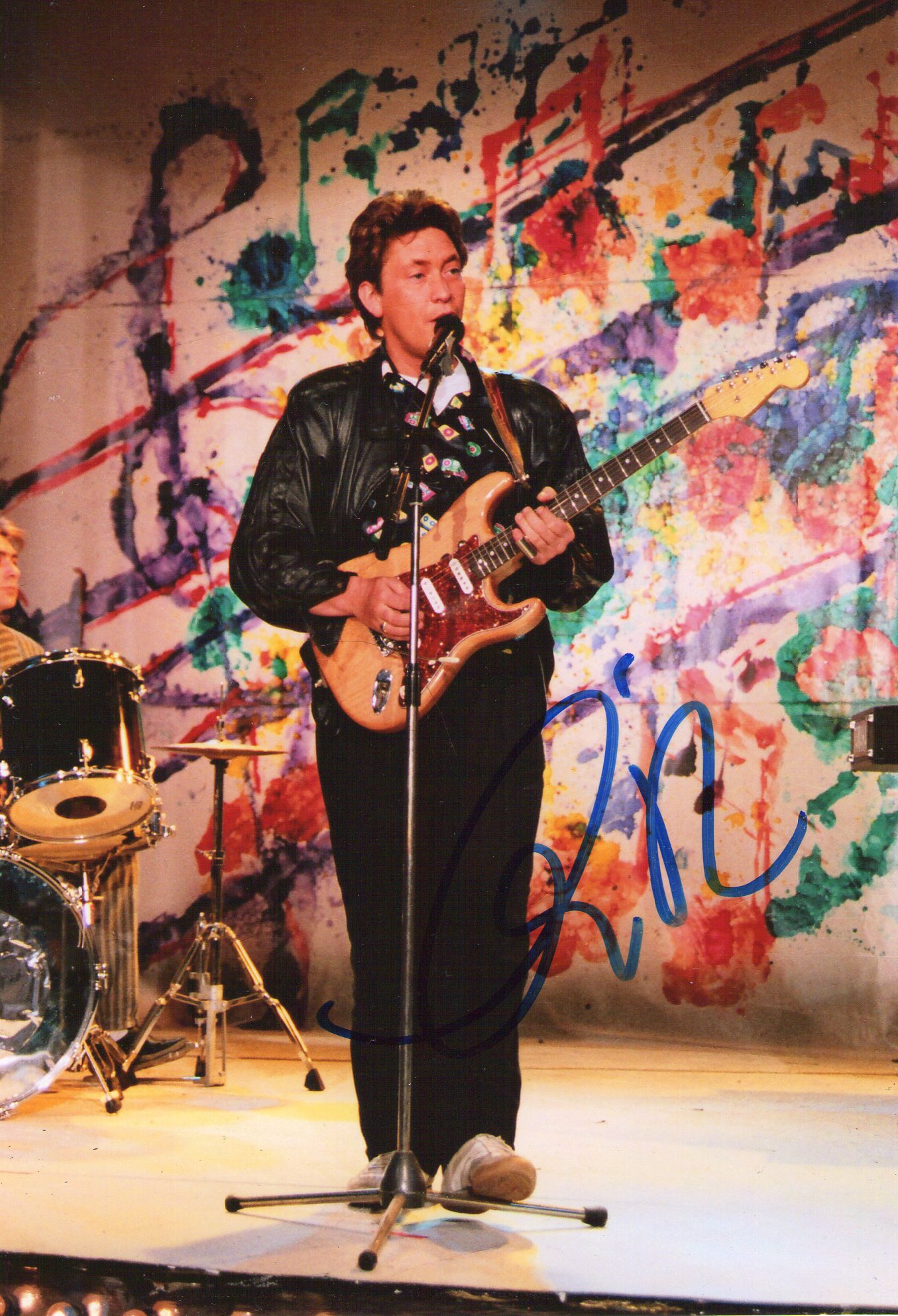
Chris Rea, probablemente a mediados de la década de 1980

En 1979 sale al mercado Deltics, el segundo álbum del cantautor, que había sido grabado durante la promoción del primero, aún bajo la producción de Dudgeon. Mientras tanto, Rea convence a su discográfica para que le deje las manos libres al grabar su tercer álbum --Tennis, en 1980-- sin que Dudgeon intervenga nuevamente en el producto final. El álbum recibe críticas positivas, pero no se convierte en un superventas, con lo que Magnet decide no seguir confiando en el criterio de Rea en cuanto a la confección y producción de nuevos discos.
La pérdida de confianza de Magnet en el trabajo de Rea queda reflejada en las circunstancias que rodean la grabación de los dos siguientes álbumes. En 1982 sale al mercado el álbum rosa, producido por Jon Kelly, y sin más título que el nombre del músico --Chris Rea--, dadas las tensas relaciones entre Rea y Magnet, quienes hasta le negaron al músico la posibilidad de incorporar una portada de diseño propio.

### 1983 - 1985: Un éxito inesperado - DeWater SignaShamrock Diaries
La situación llega a un extremo crítico cuando Magnet Records se niega a financiar y producir la grabación de Water Sign, el cuarto álbum de Rea, por lo que este se encarga nuevamente de las labores de producción y se ve obligado a recurrir a unas cuantas cintas de demostración, completando el resto del disco con sintetizadores y cajas de ritmo, y publicándolo en 1983. Aconsejado por Dudgeon, Rea contrata a Jim Beach, de la organización de Queen, y a Paul Lilly como representantes. Entre ambos logran revivir las finanzas de Rea y organizar dos nuevas giras de promoción por el Reino Unido y la República Federal de Alemania. Pero es en Irlanda donde ocurre lo inesperado: el nuevo, aunque improvisado, matiz electrónico de Water Sign cala entre la crítica y el público --mediante los sencillos Let It Loose y I Can Hear Your Heartbeat-- y, ante la incredulidad de Magnet, Rea asiste en la isla a una especie de beatlemanía (sic) de la que él es el protagonista. Al margen de este suceso, el músico ha opinado que fue el público alemán el principal responsable de salvar su carrera, ya que el de Alemania, en su opinión, no es un mercado musical orientado a la imagen.
También en 1983, Rea se estrena como compositor e intérprete de bandas sonoras con la partitura de la película de suspense Contra todos (Cross Country), dirigida por el canadiense Paul Lynch.
El siguiente álbum, Wired To The Moon, publicado en 1984, es el que alcanza el puesto más alto en las listas británicas de todos los que el músico había lanzado al mercado hasta esa fecha. Mientras tanto, mediante sus giras, Rea consolida un importante número de fanes en el continente europeo. Con la salida al mercado en 1985 de Shamrock Diaries --coproducido por David Richards-- y sus sencillos Stainsby Girls y Josephine, Rea se afianza como músico destacado del pop-rock europeo y gana cada vez más popularidad en la RFA, Holanda, Bélgica, el Reino Unido y Australia, alcanzando los primeros puestos de las listas de ventas en dichos países.

### 1986 - 1988: En la playa - DeOn The BeachaNew Light Through Old Windows
I Can Hear Your Heartbeat era una canción de blues convertida en una grabación ochentera. También lo fue On The Beach. [...] Cuando la gente escucha esas pocas notas iniciales se levanta y grita, y es incómodo. [...] Todos piensan que es una canción de éxito, hurra, hurra, vamos a bailar. Pero en absoluto es esa clase de canción. Es una canción que habla de no estar en la playa y de desear estarlo.

En 1986, Rea publica su famoso On the Beach, un álbum de temas pop de corte intimista, coproducido nuevamente por David Richards, y cuya canción de apertura homónima --y segundo sencillo publicado--, inspirado en la isla de Formentera, ha sido objeto de varias remezclas y versiones, convirtiéndose popularmente en un clásico icono del verano y en un referente de la música chill-out. El disco incluye el tema principal de la película Auf immer und ewig, dirigida por Christel Buschmann, cuya banda sonora fue compuesta por el inglés, quien también aporta varias de sus canciones a la cinta británica de terror Suspense en las sombras (Into the Darkness), de David Kent-Watson.
Probablemente debido a la recuperada confianza en Rea gracias a sus recientes éxitos, Magnet Records vuelve a dar cancha a este para producir en solitario sus siguientes álbumes. En Dancing With Strangers (1987), Rea muestra su vena más áspera en temas como Joys Of Christmas --en el que vocaliza al estilo rap sobre una base de blues--, I Can't Dance To That o Gonna Buy A Hat, cuenta con la participación del guitarrista Jerry Donahue y del gaitero y flautista Davy Spillane, e introduce elementos de música celta, a la par que se arriesga con letras de temática sociopolítica: denuncia de la alta tasa de paro y delincuencia en el norte de Inglaterra, la artificialización del negocio musical, y los intereses de la alta política en el contexto histórico de la Perestroika. No obstante, los sencillos extraídos del álbum son de temática más ligera: la festiva Let's Dance y la romántica Loving You Again; ambas se convierten en títulos populares de su discografía.
En 1988, debido a la buena marcha de sus finanzas, Rea se dedica a grabar nuevas versiones de sus primeros éxitos, tal y como él hubiera deseado que viesen la luz por primera vez si hubiese contado con los medios necesarios y el control de la producción. La recopilación resultante, junto con dos temas nuevos --Working On It y Driving Home For Christmas, convirtiéndose este último en una popular canción navideña en el Reino Unido--, recibe el indicativo título de New Lights Through Old Windows.

### 1989 - 1995: Camino al infierno - DeThe Road To HellaEspresso Logic
Me sentía un poco cansado, me apoyé contra la ventanilla y tuve aquella visión de mi madre, que había muerto hacía tiempo, y ella me decía: ¿qué demonios estás haciendo aquí? Y alguien había dicho en una conversación que aquélla no era precisamente la autopista del éxito, y entonces me vino esta idea. Pensé que aquélla era más bien la carretera del infierno.

En 1989, Chris Rea publica el álbum que se convertiría en su mayor éxito comercial: The Road To Hell. Inspirado durante un atasco de tráfico y planteado como un álbum conceptual, el autor refleja en sus letras parte de las preocupaciones de su generación en el estado de bienestar que heredarán sus hijos, aún en edad infantil: el deterioro medioambiental --The Road To Hell (Part II)--, el sensacionalismo pornográfico de los medios de comunicación --You Must Be Evil--, la corrupción --That's What They Always Say--, la emigración debida al desempleo, con veladas alusiones al gobierno de Margaret Thatcher --Looking For A Rainbow--, y la crisis religiosa personal --Tell Me There's A Heaven--. Con un estilo blues-rock aderezado con fraseos de góspel, el disco contiene diversos ejemplos de la competencia técnica de Rea en el manejo del slide y de sus dotes como arreglista, incluyendo secciones de cuerda que alcanzan tonos épicos en Looking For A Rainbow, y utiliza por primera vez una introducción al álbum de tipo instrumental con efectos sonoros ambientales, idea que el músico retomaría en trabajos posteriores. Casi toda la tarea de producción del álbum volvió a caer sobre Jon Kelly, haciendo Rea de coproductor. Aunque el álbum alcanza el primer puesto en las listas de ventas británicas, y a pesar de que su sonido parece cumplir los requisitos necesarios para triunfar en el mercado estadounidense, el disco apenas tiene éxito en los EE. UU. debido a su escasa promoción.
En 1991, Rea publica Auberge, un álbum compuesto como continuación conceptual del anterior, que también alcanza los primeros puestos en las listas de ventas europeas. Tanto los arreglos --con varias secciones de viento y cuerda-- como las letras inciden en el carácter más introspectivo de este disco respecto del anterior.
En 1992, el músico inglés compone la partitura de la película británica Soft Top Hard Shoulder, dirigida por Stefan Schwartz. La canción principal del largometraje es incluida como cierre del siguiente álbum de Rea, God's Great Banana Skin, un disco en el que se enfatiza la personal forma del artista de interpretar el blues. El tema de apertura, Nothing To Fear, con su inspiración norteafricana, y el homenaje en clave de jazz a Miles Davis expresado en Miles Is A Cigarette, constituyen muestras de los deseos de Rea de incorporar nuevos colores a su paleta musical. God's Great Banana Skin también supone el fin de la relación de Rea con Magnet Records y su fichaje por EastWest Records, una división de Warner Music, que le permite seguir produciendo sus propios discos.
En el año 1993, Rea publica Espresso Logic, que cuenta nuevamente con la colaboración de Davy Spillane en el tema homónimo y en Red. En las piezas líricas del disco --She Closed Her Eyes y Summer Love-- se observan influencias de la música popular italiana. Por esta época, Rea compone If You Were Me para cantarla a dúo con Elton John, y que formó parte de la edición estadounidense del álbum. Según Stuart Epps, ingeniero de sonido de Rea y John, este quedó tan complacido con la idea y el resultado que se inspiró para grabar el álbum Duets, formado por canciones interpretadas a dúo con otros artistas de renombre.
En 1994, sale al mercado su segunda recopilación oficial con el título más convencional de The Best Of Chris Rea, que incluye la citada If You Were Me, además del sencillo You Can Go Your Own Way --compuesto como canción promocional para un anuncio de la Ford Motor Company-- y su cara B, la instrumental Three Little Green Candles.
Rea se encuentra en la cumbre del éxito cuando, a finales de 1994, durante unas vacaciones en Francia, comienzan sus problemas de salud al degenerar en peritonitis el posoperatorio de una intervención quirúrgica destinada a remover una obstrucción intestinal. Como consecuencia, el músico debe someterse a cinco operaciones abdominales, recibiendo al menos cien puntos de sutura y quedando postrado en una cama de hospital durante meses.

### 1996 - 2001: Un chico malo - DeLa PassioneaKing Of The Beach
He sido un chico malo con La Passione y me he llevado unos azotes. [...] Ahora es eso de danos de una puta vez lo que ya conocemos...

Imposibilitado para salir de gira debido a su convalecencia, Rea comienza a encauzar su creatividad artística hacia otras formas de expresión. Inspirado por el cine italiano de Federico Fellini y Sergio Leone, decide emprender la filmación de una película semiautobiográfica sobre los sueños de la infancia. El guion, parte de la producción y la totalidad de la banda sonora correrían a cargo del músico que incluso exige encargarse de las tareas de dirección, pero WarnerVision Films, distribuidora de la cinta, impone a John B. Hobbs, un veterano experto en series de televisión que no comparte la visión de Rea acerca del producto final. El resultado fue decepcionante para todas las partes implicadas, incluyendo crítica y público, a pesar de que Rea consiguió la participación de la diva galesa Shirley Bassey en dos de los temas vocales, uno de los cuales, Disco' La Passione, gozó de un éxito moderado en las listas de ventas junto con Girl In A Sports Car. La banda sonora original, publicada en 1996, posee notables influencias italianas y del pop orquestal, e incluye piezas líricas como Dov'é Il Signore?.
Como consecuencia del fracaso de La Passione, Rea recibe la orden de cancelar tres proyectos musicales, entre ellos, un álbum de rap, y de convertir un cuarto proyecto --una serie televisiva de seis capítulos denominada The Blue Cafe-- en un álbum de canciones orientadas comercialmente que se publica en 1998 y en el que se incluye el tema homónimo que Rea compuso para la banda sonora de la serie policiaca alemana Schimanski. Buena parte de la sección rítmica del álbum fue programada en ordenador por el propio Rea tras recibir unas lecciones de informática musical de su hija Josephine. A pesar de su reorientación hacia lo comercial, The Blue Cafe resulta ser un álbum de gran calidad y variedad de estilos que sitúa nuevamente a Rea en las principales listas de éxitos.
En 1999, diez años después de la publicación de The Road To Hell, Chris Rea saca al mercado The Road To Hell: Part 2, un nuevo álbum conceptual en cuyas letras el músico refleja nuevamente las preocupaciones de su generación hacia los hijos, esta vez ya en la adolescencia: las drogas de nuevo diseño, la creciente influencia de las nuevas tecnologías en la vida cotidiana, y el abandono de la educación en aras del egoísmo y la desestructuración familiar. Si bien el disco antecesor estaba inspirado en un atasco y en los deseos de salir de él, este álbum se inspira en lo que para Rea es un curioso cambio en la actitud de los conductores: el deseo de pasar más horas al volante, ya que la tecnología ha logrado que la conducción sea más confortable. Desafiando nuevamente las expectativas comerciales de su discográfica, y aprovechando su experiencia en The Blue Cafe, Rea graba el nuevo álbum recurriendo a sonidos sintéticos, utilizando muestras y bucles  (samplers y loops) y cajas de ritmos, llegando a cantar al estilo rap en el tema de apertura, Can't Get Through, aunque ya lo había hecho años atrás en la canción Joys Of Christmas. El álbum no recibe promoción alguna por parte de EastWest, y no accede a las listas de ventas, provocando entre los seguidores del músico disparidad de opiniones, desde las que califican el disco como el peor de su carrera, normalmente entre el público pop más conservador, hasta las que aplauden su valentía y la innovación que representa en el repertorio del inglés.
También durante 1999, Rea se estrena como actor interpretando el papel protagonista de la comedia Parting Shots, dirigida por Michael Winner en 1999, y compartiendo cartel con John Cleese, Bob Hoskins y Ben Kingsley. Tanto su actuación como la película en si recibieron críticas mayoritariamente negativas por parte de la prensa especializada.
Finalizando el siglo XX, Rea se encuentra descansando en las Bahamas, islas que le sirven de inspiración para su próximo álbum con el que, de forma similar a lo que sucedió con The Blue Cafe, espera compensar a EastWest del bache sufrido con The Road To Hell: Part 2. Con King Of The Beach (2000), Rea recupera sus sonidos más clásicos e íntimos y recibe nuevamente el favor de crítica y público, aunque ya no vuelve a ocupar un lugar destacado en las listas de ventas.
En 2001, la publicación de un nuevo recopilatorio --The Very Best Of Chris Rea-- cierra la relación del músico con EastWest. El disco incluye la pieza Saudade, Pt.1 and 2, en homenaje al piloto de Fórmula 1 Ayrton Senna, fallecido en un accidente de competición.

### 2002 - 2004: En el infierno - DeDancing Down The Stony RoadaThe Blue Jukebox
Cuando cerré la puerta para ir al hospital, y sabiendo que sólo tenía un 50% de posibilidades, lo primero que me vino a la cabeza fue: No puedo marcharme todavía porque aún no he hecho ese disco. Después de 20 malditos álbumes, aún no existe un álbum con Chris Rea, guitarrista de slide, como principal característica. Así que me dije que, cuando saliera, ése iba a ser el próximo disco.

En 2001, unas radiografías revelan una gran sombra en el páncreas del músico. Ante la probabilidad de un 50% de padecer un cańcer pancreático que acabaría con su vida con toda seguridad, Rea decide someterse a una duodenopancreatectomía preventiva, una compleja y delicada operación quirúrgica, con una probabilidad de supervivencia relativamente baja, que extirparía parte de su estómago, páncreas, duodeno, conductos y vesícula biliares. A pesar de su gravedad, la operación resulta un éxito pero sus consecuencias sobre el estilo de vida del músico son radicales: Rea permanecería diabético de por vida, debiendo inyectarse varias dosis de insulina e ingerir diversos medicamentos de forma diaria para compensar la supresión de algunas de sus funciones metabólicas, incluida la absorción de grasas y vitaminas, además de hacer ejercicio físico para aminorar la pérdida de masa muscular.
Para hacer frente a la depresión causada por sus nuevas circunstancias, animado por su esposa Joan, Rea recurre a la pintura además de a sus labores de composición musical, y la utiliza para ilustrar sus nuevos trabajos --ya anteriormente había elaborado la portada del álbum Espresso Logic--.
En el plano musical, Rea también da un giro radical y, haciendo caso omiso a las reticencias de su discográfica, decide componer un disco de góspel y Delta blues donde mostrar su habilidad con el slide y que sirva de homenaje a sus héroes del género, además de retratar su lucha y sufrimiento durante la enfermedad que le aqueja, aunque para ello deba financiarlo de su bolsillo. El resultado se publica en 2002 y lleva por título Dancing Down The Stony Road aunque, al no contar con el apoyo de EastWest, Rea decide crear su propio sello discográfico --Jazzee Blue Records-- que, además, sirve de plataforma de promoción para los trabajos en solitario de algunos miembros habituales de su banda, como el guitarrista Robert Ahwai o el bajista Sylvin Marc, así como para los de algunos artistas noveles como la vocalista Sarah Randle. Rea también publica el álbum en el sello alemán Edel Music, pero bajo el nombre abreviado de Stony Road. El disco, ilustrado con pinturas de Rea, sale al mercado también en edición especial doble, y acompañado de un documental sobre el proceso de creación del álbum. Para sorpresa de la antigua discográfica de Rea, que le había propuesto a este una oferta millonaria para realizar un álbum de dúos con importantes estrellas de la canción, las ventas del nuevo álbum de blues ponen otro disco de oro en el historial de Rea y le hacen ganar nuevamente el favor general de crítica y público a excepción del de algunos puristas del género:

Si los directores de todas las compañías musicales supieran de música y conocieran a los seguidores de Chris Rea, no se hubieran preocupado por Stony Road. Mis seguidores habituales siempre han conocido esa parte de mí... Yo sabía que no iba a haber problema. Así que, de todas formas, hice Stony Road. Todas las compañías discográficas lo rechazaron. Me puse muy contento cuando finalmente llegó a disco de oro.

El disco, dominado por el sonido de las guitarras Italia Maranello que Rea adopta para sus nuevos trabajos de blues, queda en segunda posición del premio al mejor álbum de guitarra de blues concedido por la International Guitar Foundation en su edición de 2003.
También en 2003, salen a la venta dos álbumes publicados por el sello Jazzee Blue a través de su página web: Blue Street (Five Guitars) y Hofner Blue Notes, ambos de carácter predominantemente instrumental, con los que Rea adelanta su próxima incursión en la fusión jazz-blues, que resulta plasmada en la publicación, en 2004, de The Blue Jukebox, un disco que presenta una portada homenaje a la famosa obra Nighthawks, del pintor estadounidense Edward Hopper. La áspera voz de Rea maridada con el cálido sonido del bottleneck, del saxofón y del piano confluyen en una obra que goza de buenas críticas indicando que, a pesar de sus difíciles circunstancias personales, Chris Rea sigue en plena actividad artística.
La creatividad de Rea alcanza una de sus cotas más altas cuando en 2004, inspirado por la obra Blues Odyssey, de Bill Wyman, invierte dieciocho meses, trabajando doce horas todos los días de la semana, en el proyecto más ambicioso de su carrera.

### 2005 - 2012: Vivir para cantarlo - DeBlue GuitarsaSanto Spirito Blues
Ya no tengo ganas de hacer solamente un CD. Tiene que ser algo más interesante para mí que sólo 10 pistas [...] El lujo de vender más de 30 millones de álbumes me ha permitido probar nuevas y diferentes aproximaciones a la música. Sería condenarme al infierno si me limitase a tomar el dinero y salir corriendo. Algún día un artista más joven podría ver lo que yo he estado tratando de hacer, maridando mi amor por las artes visuales y la música, y dar inicio a todo un nuevo movimiento. ¡Entonces yo sabría que todo habría valido la pena!

Blue Guitars (2005) puede considerarse como una obra maestra en la carrera del músico de Middlesbrough siendo también, probablemente, un hito sin precedentes en la historia de la industria discográfica. Concebido como un libro-disco, o libro para escuchar, Blue Guitars es una obra conceptual que recoge 137 temas musicales originales compuestos por el inglés --sólo unos pocos de ellos aparecen en otros trabajos suyos--, y que tratan de abarcar los distintos estilos de blues, desde los orígenes esclavos del género hasta la década de 1970, clasificándolos en 11 discos compactos --Rea asegura que llegó a tener material para publicar 50 CD-- más un documental en DVD que ofrece una crónica del proceso de elaboración de este trabajo. Los temas --canciones e instrumentales-- no siguen una aproximación academicista al género, sino que Rea ofrece una interpretación completamente personal de la historia del mismo. Los discos se insertan en un libro ilustrado con pinturas del propio Rea, que aparecerán en una exposición benéfica celebrada el 15 de octubre en Londres, y con breves introducciones al origen histórico de cada variante del blues, además de contener las letras de las canciones. Cada disco comienza con unos pocos temas introductorios de estilo libre que posteriormente dan paso a los temas propios de cada variante. Para grabar los temas, Rea utilizó instrumentos étnicos africanos además de europeos y americanos.
Rea pretende que la obra, a pesar de su magnitud, sea económicamente asequible para el público, por lo que decide financiarla de su propio bolsillo, actitud que continuaría en los siguientes álbumes. Para publicar el libro, Rea recurre a la serie earBOOKS de Edel Music.
En la entrevista incluida en el libro, Rea anuncia su intención, por motivos de salud, de reducir el número de giras y de renunciar a su nombre artístico en favor de un grupo del que formaría parte y que se llamaría The Memphis Fireflies pero, hasta el presente, dicha banda no ha llegado a hacerse realidad.
El mismo año 2005, EastWest publica una nueva recopilación denominada Heartbeats - Chris Rea's Greatest Hits que no aporta ningún tema nuevo ni arreglos diferentes y que, posiblemente, tuviera carácter contractual.
En 2006, Rea publica su único álbum oficial en directo llamado The Road To Hell & Back --en ediciones sencilla y doble--, comercializado por separado con una pareja de DVD --denominada The Road To Hell & Back - The Farewell Tour-- que recogen, respectivamente, un documental sobre la gira europea de 2005 que él denomina su gira de despedida, y las canciones contenidas en los CD aunque sin corresponder a los mismos conciertos. En la entrevista incluida en el álbum, Rea responde a la pregunta de si esta iba a ser realmente su gira de despedida con un depende del éxito que tenga, aludiendo sarcásticamente a la intención promocional que dicha denominación tiene en muchos músicos que anuncian una falsa retirada. Acto seguido, el inglés aclara que ello dependía de su estado de salud, aunque su intención era seguir de gira con los hipotéticos The Memphis Fireflies. El álbum es un muestrario de la potencia de Chris Rea en directo con su banda durante la década de 2000 a pesar de su mermada condición física, incluyendo los temas recientes de blues y sus clásicos éxitos presentados de una forma mucho más directa y visceral. En las piezas destaca el slide de Rea, llegando a momentos cumbres como el desgarrado solo final de Stony Road, el tratamiento multiestilístico de I Can Hear Your Heartbeat o el tono siniestro de The Road To Hell --las dos últimas, presentes solo en la edición doble del álbum--.
En 2008, Edel publica Fool If You Think It's Over - The Definitive Greatest Hits, la primera recopilación de Rea en el sello alemán, que incluye una mayor proporción de canciones --más de la mitad del álbum-- concebidas a partir del año 2000.
Rea está decidido a no publicar nuevos álbumes originales sin aportar contenidos artísticos adicionales y sin que estos supongan una carga económica excesiva para el comprador, por lo que, también en 2008, costea y lanza desde Jazzee Blue otro libro-disco producido en la serie earBOOKS de Edel, recreando la historia de una supuesta banda británica de los años 60 --The Delmonts-- que evoluciona hacia un grupo llamado The Hofner Bluenotes. El libro, decorado con el estilo de la época y simulando el deterioro debido al tiempo transcurrido, describe la historia inventada de la banda acompañada de fotos de la época y recortes ficticios de prensa y expone la importancia de los instrumentos Höfner en el desarrollo del pop-rock británico. La obra, denominada The Return Of The Fabulous Hofner Bluenotes, consta de tres discos compactos acompañados por dos discos de vinilo, además del libro.
En 2009, Rea se estrena en la discográfica Rhino Records con un álbum doble recopilatorio --Still So Far To Go - The Best Of Chris Rea-- que incluye dos canciones nuevas: Still So Far To Go y Valentino. A diferencia de sus anteriores recopilaciones contractuales, esta presenta un mayor equilibrio entre los viejos éxitos del músico y sus temas recientes, habiendo sido sometidos los primeros a tareas de reedición.
Durante la gira de 2010, Chris Rea incorpora en sus conciertos al cantautor y guitarrista irlandés Paul Casey quien, además, actúa de telonero.
En 2011, Rea publica en Jazzee Blue y Rhino su proyecto denominado Santo Spirito Blues, que consta de un álbum de blues-rock, dos DVD con sendos documentales escritos por él mismo y dos CD adicionales con las bandas sonoras respectivas, con la ingeniería de sonido a cargo de Paul Casey. El primer documental, titulado Bull Fighting, es una crítica al mundo de la tauromaquia ideada tras la asistencia de Rea a una corrida de toros durante una visita a Sevilla, y el segundo, Santo Spirito, describe el viaje iniciático de un hombre que recorre las calles de Florencia en busca de la Verdad. En la banda sonora de Bull Fighting, Rea interpreta piezas instrumentales inspiradas en el flamenco, algunas de ellas posiblemente influenciadas por el adagio del Concierto de Aranjuez, de Joaquín Rodrigo, mientras que en la partitura de Santo Spirito aparecen partes de guitarra al estilo blues lento.
También en 2011, Rea contrata los servicios de  Imagem Music para reeditar toda su producción posterior a 2000.
En febrero de 2012, Rea da inicio a la gira Santo Spirito, de dos meses de duración, por quince países europeos.

## Guitarrista y multiinstrumentista
A pesar de su popularidad como vocalista, impulsada por las compañías discográficas y las radiofórmulas, Chris Rea ha tratado durante toda su carrera de que se le reconozca principalmente como guitarrista. Rea es un destacado especialista en la técnica slide, con un sonido característico, visceral y expresivo, influenciado por los pioneros del estilo Delta blues, principalmente Charley Patton, Blind Willie Johnson, Robert Johnson y Sister Rosetta Tharpe, pero también por guitarristas modernos como Ry Cooder --al que cita como su principal influencia en el fraseo con el slide--, Lowell George, Joe Walsh, Eric Gale y Jerry Donahue, e incluso por especialistas en otros instrumentos como el gaitero Davy Spillane.
Su técnica slide le permite una amplia gama de formas de expresión musical en la guitarra, desde melodías dulces y melancólicas hasta solos furiosos y desgarrados, pasando por frases ajenas al uso habitual de dicha técnica. 
Sendos ejemplos de dicha expresividad pueden escucharse en las canciones 'Til The Morning, Stony Road (versión en vivo recogida en el álbum The Road To Hell & Back), Nothing To Fear y Burning Feet. Su técnica slide ha sido calificada de cruce entre los sonidos de una gaita irlandesa y un violín, imitando a menudo instrumentos de viento de manera que algunas frases de sus solos suenan como tocadas con un saxofón o clarinete como puede apreciarse, por ejemplo, en la canción Red Shoes. A diferencia de la técnica habitual ejecutada por la mayoría de instrumentistas que utilizan slide, Rea ejecuta sus frases reduciendo el uso de vibratos y glissandos ascendentes y descendentes, o ejecutando estos últimos de manera rápida, evitando a menudo el típico sonido arrastrado de la técnica, prefiriendo desplazar el bottleneck directamente hacia las notas exactas. Otras técnicas que forman parte de su repertorio son los forzados de cuerda tras la cejuela --posiblemente por influencia de Jerry Donahue-- y, desde la década de 2000, una variante de tapping ejecutada haciendo rebotar el bottleneck sobre dos cuerdas adyacentes, alternando el sonido de las cuerdas presionadas con el de las mismas al aire a la vez que alterna la pulsación de las mismas con la mano derecha. Posee un fuerte vibrato de mano izquierda que utiliza, sobre todo, con guitarras en afinación estándar.
Para el uso del slide --que lleva siempre en el dedo meñique de la mano izquierda--, Rea utiliza afinaciones abiertas, principalmente en mi mayor (E), aunque en algunos temas utiliza otras como do mayor. En los temas que no requieren slide (como Let's Dance) suele utilizar la afinación estándar. En cuanto a la técnica de mano derecha, Rea suele tocar a mano abierta (como es habitual en la técnica slide) y algunas veces utiliza púa; sobre todo, junto con la afinación estándar. Sus bottlenecks están hechos a medida por su amigo Dave Wilkinson y ocasionalmente emplea slides metálicos.
En cuanto a efectos sonoros, Rea prefiere sonidos clásicos del rock. Su cadena principal de pedales de efectos incluye saturación (Ibanez Tube Screamer TS-808), compresión para sostener el sonido del slide (Boss CS-2 Compression Sustainer), retardo analógico (Boss DM-3 Delay) y modulación (Boss CE-1 Chorus Ensemble). Además, posee una pedalera a medida fabricada por MHS.
A lo largo de su carrera, Rea ha tocado diversos modelos de guitarra, con preferencia por las Fender Stratocaster, aunque para los más recientes trabajos de blues suele utilizar instrumentos Italia Maranello. Sus dos principales Stratocaster reciben los apodos respectivos de Pinky y Bluey, la primera afinada en mi mayor abierto (E) y la segunda en afinación estándar, siendo especialmente distintivo el aspecto cubierto de pegatinas y desconchado de Pinky, resultado de haber sufrido los efectos de una inundación. Inspirada en esta última, la casa Fender fabricó a finales de la década de 1990 un modelo Chris Rea Signature Stratocaster de edición limitada.
Además de guitarrista, Chris Rea toca diversos instrumentos musicales tanto en estudio --como corroboran los créditos en varios de sus discos--, como en directo: piano, órgano Hammond, sintetizador, armónica, acordeón, batería, banjo, y mandolina, entre otros.

## Vocalista
La voz de Rea es una de las características más distintivas de este, siendo de tonalidad grave (posiblemente baritónica) y de timbre rasgado, a semejanza de la de vocalistas como Barry White o Tom Waits. Según el propio Rea, el ser cantante no había sido nunca una de sus metas musicales, confesando que hubiera preferido ser el letrista y guitarrista, antes que el líder de un grupo. Por otra parte, al inicio de su carrera, los productores musicales trataron de resaltar su faceta de cantante melódico, imagen que ha perdurado en buena parte de las fórmulas de promoción del artista, a pesar del rechazo de este.

## Compositor
En Italia, no hay nada de malo en el gusto por las cosas bellas. Imagina que te acercas a unos chicos británicos que salen de un pub y les entregas una lila. Imagina que les pides que admiren sus bellas curvas, su aroma, el extraño y fresco espacio de su interior. ¡Imagina cómo reaccionarían! Pero si pudiésemos enseñarles eso, estaríamos en camino de que las cosas fuesen de nuevo lo que deberían ser...

Chris Rea es un autor prolífico que se ve obligado a desechar buena parte de los temas que compone por limitaciones y exigencias de las casas discográficas a pesar de que afirma producir suficiente material para publicar dos o tres álbumes al año. En las entrevistas que concede, suele aludir a lo que él llama condición creativa, un estado mental que describe como cercano al autismo y que le impulsa a componer sin apenas descanso.
Desde el comienzo de su carrera musical, Rea ha intentado conciliar su libertad como artista y su vida privada frente a las políticas de la industria discográfica, a sabiendas de que un mayor éxito comercial auspiciado por esta última le hubiera reportado superiores beneficios económicos al principio y, por tanto, una mayor rapidez a la hora de alcanzar la libertad ansiada. En este sentido, el inglés afirma envidiar la prontitud con la que otros músicos de su generación como Mark Knopfler y Eric Clapton alcanzaron tales cotas de independencia.
Rea asegura que casi todas sus composiciones comienzan como temas de blues, aunque posteriormente sean arregladas en otros estilos musicales, normalmente por exigencias de las compañías discográficas. Nunca ha hecho versiones de temas de otros artistas, salvo en directo y en circunstancias especiales como conciertos benéficos, etc.
En cuanto a sus letras, suelen poseer una estructura rítmica sencilla, generalmente en estrofas de cuatro a seis versos. Al contrario de lo que las radiofórmulas suelen promocionar, las composiciones de temática romántica no son predominantes en la producción de Rea, prefiriendo este las letras que hablan de lucha vital, superación personal e introspección y la crítica social y política, recurriendo en ocasiones al doble sentido. Son comunes sus alusiones metafóricas a los cielos azules, el sol, el mar, las playas, las carreteras, los caminos y la libertad personal como meta y esperanza. La temática religiosa también está presente en varias de sus letras, aunque tratada desde una perspectiva mística al estilo del góspel y del Delta blues. Los versos de Rea están inspirados, en su mayoría, en experiencias vitales personales y, a menudo, cotidianas; de ahí que muchos de sus oyentes tiendan a sentirse identificados con ellos.

## Política y Religión
Soy un anarquista constructivo. [...] La verdad es que no creo que la respuesta haya estado nunca en la izquierda o en la derecha. Ambas me parecen jodidamente indignantes y estúpidas.

La idea de la canción [I Ain't The Fool] vino de haber estado en un programa de entrevistas en directo; y fuera de plató, en la zona de invitados, estaban dos políticos que en público eran enemigos; en público eran adversarios totales y yo me quedé asombrado de lo amistosos que eran, de lo poco que importaban las cosas, y de que lo estaban planeando todo como si fuera un gran espectáculo, y eso me dejó anonadado. Siempre había pensado ingenuamente que el primer objetivo de un político era tratar de cambiar el mundo. Hasta ese día no me había dado cuenta de que esa gente son sólo unos ególatras, absolutamente nada más.

En cuestiones políticas, Chris Rea ha sido crítico con las ideologías tanto izquierdistas como derechistas, lo que se refleja en varias de sus canciones y en algunas de las entrevistas que le han hecho a lo largo de los años.
Durante sus estudios de periodismo, en pleno apogeo de las críticas contra la intervención estadounidense en la guerra de Vietnam, Rea se ganó algunos enemigos tras afirmar en un debate que la mayoría del pueblo preferiría que sus calles fueran patrulladas por tanques norteamericanos y no por tanques rusos. Poco después, acabó expulsado de sus estudios tras un incidente con una profesora originado al presentar un ensayo sobre el poeta antibelicista Siegfried Sassoon y no haberle dado, según Rea, un planteamiento izquierdista. En cambio, en el documental que acompaña al DVD The Road To Hell & Back, Rea critica la llegada del consumismo a la Federación Rusa y afirma que un gobierno --el de la extinta URSS-- capaz de fabricar relojes de pulsera para invidentes no pudo haber sido tan malo.
Por otro lado, Chris Rea ha sido también crítico con las políticas de derechas, especialmente contra el gobierno de Margaret Thatcher, a quien alude en las canciones Gonna Buy A Hat y Looking For A Rainbow. También ha criticado duramente a Tony Blair y a George Bush hijo, a raíz de la guerra de Irak, y a quienes dedica las canciones Legacy Blues y Speak Of God, Act Like The Devil, respectivamente. Del primero, Rea pasó de declarar su creencia de que se trataba de un político honesto a calificarlo de cabrón asesino.
En 2008, el periódico británico The Daily Mail se retractó de haber anunciado erróneamente que Rea había donado una importante cantidad de dinero al Partido Conservador, ya que se trató, en realidad, de un donante homónimo.
En cuanto a creencias religiosas, Rea ha declarado estar optimistamente abierto tras haber renunciado a la ortodoxia católica, aunque reconoce la influencia de su educación religiosa sobre la manera de escribir las letras de sus canciones:

Durante más de 15 horas a la semana se me sumergía en un mundo donde había tíos que volaban con alas, tíos con barba que dirigían el mundo, estigmas, exorcismos... todo eso. Cuando todo eso sucede en el cerebro de alguien desde los tres hasta los 14 años, no es de extrañar que te modele de alguna forma.

## Piloto de carreras
Los Ferrari siempre fueron mi sueño, pero ahora sé por qué me entusiasmaban y he seguido adelante. Me he comprado un Volvo. Porque si la gente me ve en un Volvo me dicen: 'Chris, ¿qué tal te va?' Pero si me ven en un Ferrari, me llaman gilipollas.

Tal y como refleja su película semiautobiográfica La Passione, Chris Rea es un aficionado desde la niñez al automovilismo, especialmente al de competición, siendo él mismo piloto ocasional en carreras de vehículos clásicos. La influencia de su afición se nota en la letra de muchas de sus canciones, gracias a sus habituales referencias a las carreteras y a los coches, además de en el sonido de su guitarra que a veces adopta un timbre motorizado, especialmente en las piezas de rock. Rea ha sido propietario de, al menos, un vehículo Caterham Super Seven aparecido, por ejemplo, en la portada del álbum Auberge y en el vídeo musical del tema Looking For The Summer.

## Aceptación y críticas
[...] No soy una estrella del rock y nunca lo he sido. No es un punto de vista moral, lo que pasa es que creo que para ser una estrella del rock hace falta una dura disciplina que yo no poseo. Creo que Madonna es maravillosa, pero no creo que estemos en el mismo negocio.

Con más de treinta años de carrera y más de treinta millones de álbumes vendidos a pesar de haber ocupado relativamente pocas veces los primeros puestos de las listas de ventas, y limitar su fama casi exclusivamente al continente europeo, Chris Rea es uno de los músicos británicos con una de las trayectorias musicales más estables de su generación, gracias a una sólida base de fanes, aunque divididos entre aquellos que prefieren la vertiente pop de sus primeros trabajos y los partidarios de su evolución hacia el blues. En general, la mayoría de sus trabajos ha recibido valoraciones positivas a lo largo de los años, aunque es opinión generalizada entre sus seguidores que las obras de Rea han sido habitual e injustamente minusvaloradas por los críticos musicales.
Por otra parte, las críticas negativas se centran en los aspectos musicales más resaltados por las radiofórmulas y las discográficas: su vertiente de pop melódico peyorativamente destinado a un público de edad madura --conocido en el mundo anglosajón como música MOR-- ignorando por completo el resto de su producción. Un ejemplo de dicho desconocimiento fueron las declaraciones de los miembros del grupo Metronomy que, aún admitiendo la influencia de bandas veteranas como Steely Dan o Fleetwood Mac, afirmaron que jamás caerían tan bajo como Chris Rea, para luego reconocer que solo habían escuchado Driving Home For Christmas y otro tema en su versión dance. Otro ejemplo es el artículo de la enóloga Victoria Moore, en el que opina que el nombre de cierta marca de vinos parece haber sido ideado por un grupo de hombres de mediana edad camino de un concierto de Chris Rea.
Otra de las críticas que suele recibir Rea es la similitud de sonido de algunas de sus composiciones con las de Mark Knopfler, especialmente las pertenecientes a la etapa de Dire Straits, lo que ha dado origen a sátiras como la que afirma que una hipotética unión de la antigua banda del músico escocés con Chris Rea debería llamarse Dire Rea --que en inglés se pronuncia igual que el término equivalente a diarrea--. Al inglés se le ha llegado a acusar de haber tomado de Knopfler la mitad de su carrera.  Chris Rea, admirador del escocés a quien calificó de técnico de la guitarra, llegó a afirmar que su estilo no tiene nada que ver con el de Knopfler, aunque reconoció que durante la década de 1980 las diferencias entre ambos fueron a veces algo difusas.

## Curiosidades
- Está muy difundida la falsa idea de que Chris Rea sustituyó al cantante David Coverdale en una banda llamada Magdalene cuando este la abandonó en 1973 para unirse a Deep Purple. Lo cierto es que, por esa época, Coverdale cantaba en un grupo llamado The Fabulosa Brothers.
- A menudo, público y profesionales confunden a Chris Rea con Chris de Burgh y Robert Palmer. Han llegado a invitarle a salir de un plató para darle paso a él mismo.[7]
- Las canciones Josephine y Julia están dedicadas, respectivamente, a sus dos hijos.
- Tras el fallecimiento de su madre, Winifred, compuso la canción September Blue. Posteriormente le dedicó The Mention Of Your Name.
- Stainsby Girls está dedicada a su esposa, Joan Lesley Allport, profesora de arte, que fue alumna de la Stainsby Secondary Modern School.
- Nothing To Fear trata el choque entre la cultura islámica y la occidental aunque, aparentemente, la letra habla sobre una pareja en proceso de ruptura.[15]
- Red Shoes está compuesta en defensa de Madonna, y del modelo de mujer fuerte y emancipada que esta representa en sus canciones frente al modelo de mujer sumisa ofrecido por la cantante Kylie Minogue en sus primeros discos.[11]
- 90's Blues y Shadows Of The Big Man están compuestas en torno a la controvertida figura del magnate Ian Robert Maxwell, ahogado en alta mar en 1991 cerca de las Islas Canarias.
- A Rea le vino la inspiración para componer Miles Is A Cigarette mientras conducía por una carretera cuando comenzó a sonar en la radio un tema de Miles Davis, lo que le "obligó" a parar el coche y comprar unos cigarrillos tras haber dejado de fumar durante un tiempo.[15]
- Somewhere Between Highway 61 & 49 está dedicada a la memoria de Robert Johnson y a la creencia popular de que este vendió su alma al Diablo a cambio de convertirse en una leyenda del blues.
- God's Great Banana Skin fue compuesta después de que Rea reprendiera a una de sus hijas por reírse de alguien que había sufrido un revés, cuando esa misma persona le había hecho pasar un mal trago a ella con anterioridad. El músico le dijo que, con ese acto, ella había tentado a Dios a ponerle también una cáscara de plátano en su camino. Rea reconoció no haber entendido muy bien su propia frase, lo que le sirvió de inspiración para la canción.[15]
- You Must Be Evil surgió a raíz de que un horrorizado Rea fuera testigo de cómo su hija Josephine, con cuatro años de edad, veía en las noticias de la TV, en horario de tarde, cómo un hombre sudafricano era ejecutado poniéndole al cuello un neumático ardiendo. Cuando trató de consolar a su hija diciéndole que aquel hombre sería ahora un ángel, se preguntó a sí mismo que quién iba a garantizárselo a él, lo que dio origen a la canción Tell Me There's A Heaven.[7]
- Rea sigue habitualmente las corrientes musicales actuales, siendo un declarado admirador del Hip-Hop, afirmando que el blues siempre ha sido rap.[7]

## Versiones por otros artistas
- La cantante británica Elkie Brooks hizo una versión de Fool (If You Think It's Over) en su álbum Pearls del año 1981.

- La canción On The Beach ha sido objeto de varias versiones y remezclas, una de las más famosas realizada por el grupo alemán de música electrónica York en 2000.

- Frank Sinatra estuvo interesado en interpretar una versión de Raincoat And A Rose, pero desechó la idea al enterarse de que la letra cuenta las dudas de un amigo de Rea acerca de su orientación sexual.[9]

- The Law hizo, en su álbum homónimo de 1991, una versión de Stone con David Gilmour y el propio Rea a las guitarras. También existe una versión de este tema a cargo de Axel Rudi Pell en su álbum de tributos Diamonds Unlocked (2007).

- Rod Stewart interpreta Windy Town en su álbum A Spanner In The Works (1995).

- El músico y actor canadiense James Collins interpreta una versión de God's Great Banana Skin a dúo con la cantante Sherrie Lea en su álbum de 2006, The Messenger.
- La banda londinense Saint Etienne interpreta Driving Home For Christmas en su recopilatorio de canciones navideñas A Glimpse of Stocking (2010).

## Colaboraciones
Chris Rea ha colaborado, mediante su voz y/o su guitarra, con Beverley Skeete, Bill Wyman, Charlie Watts, David Knopfler, Deacon Blue, Elton John, Javier Vargas, John Mayall, Patricia Kaas, Snowy White y Tom Robinson, entre otros músicos.

## Discografía principal
- 1974 So Much Love (sencillo)
- 1978 Whatever Happened To Benny Santini?
- 1979 Deltics
- 1980 Tennis
- 1981 Chris Rea
- 1983 Water Sign
- 1984 Wired To The Moon
- 1985 Shamrock Diaries
- 1986 On The Beach
- 1987 Dancing With Strangers
- 1988 New Light Through Old Windows (recopilación con nuevas versiones)
- 1989 The Road To Hell
- 1991 Auberge
- 1992 God's Great Banana Skin
- 1993 Espresso Logic
- 1994 The Best Of Chris Rea (recopilación)
- 1996 La Passione (BSO)
- 1998 The Blue Cafe
- 1999 The Road To Hell: Part 2
- 2000 King Of The Beach
- 2001 The Very Best Of Chris Rea (recopilación)
- 2002 Dancing Down The Stony Road / Stony Road
- 2003 Blue Street - Five Guitars
- 2003 Hofner Blue Notes
- 2004 The Blue Jukebox
- 2005 Heartbeats - Chris Rea's Greatest Hits (recopilación)
- 2005 Blue Guitars (11 CD, 1 DVD y 1 libro ilustrado con pinturas del propio Rea)
- 2006 The Road To Hell & Back (disco en directo, también en edición doble)
- 2008 Fool If You Think It´s Over - The Definitive Greatest Hits (recopilación)
- 2008 The Return Of The Fabulous Hofner Bluenotes (3 CD, 2 vinilos y 1 libro ilustrado con pinturas del propio Rea)
- 2009 Still So Far To Go...The Best Of Chris Rea (recopilación con dos nuevas canciones)
- 2011 Santo Spirito Blues (3 CD y 2 DVD)
- 2017 Road Songs for Lovers